# Лук крапчатый
Лук крапчатый (лат. Allium guttatum) — многолетнее травянистое растение, вид рода Лук (Allium) семейства Луковые (Alliaceae).

## Распространение и экология
В природе ареал вида охватывает Северную Африку, Пиренейский полуостров, Италию, Балканы, Малую Азию и южные районы Украины.
Произрастает на степях, песках и холмах.

## Ботаническое описание
Луковица яйцевидная, диаметром 1–1,5 мм; наружные оболочки серые или буроватые, бумагообразные, с тонкими параллельными жилками, наверху иногда разорванные на волокна; оболочки замещающей луковицы беловатые. Луковички одиночные, крупные, гладкие, сероватые. Стебель высотой около 30–60 см, тонкий, на треть или до половины одетый гладкими влагалищами листьев.
Листья в числе трёх–четырёх, шириной 1,5–3 мм, дудчатые, полуцилиндрические, желобчатые, шероховатые, значительно короче стебля.
Чехол приблизительно равен зонтику, рано опадающий. Зонтик коробочконосный, шаровидный, реже полушаровидный, густой, многоцветковый. Цветоножки в несколько раз длиннее околоцветника, очень тонкие, неравные, центральные до двух раз длиннее наружных. Листочки узко-колокольчатого околоцветника беловатые, с мало заметной грязно-зеленоватой жилкой и с тёмно-фиолетовым пятнышком посредине, гладкие, тупые, длиной около 2,5 мм, наружные слегка килеватые, обратно-продолговатые, внутренние обратно-продолговато-линейные, немного уже и немного длиннее наружных. Нити тычинок на четверть длиннее листочков околоцветника, при основании между собой и с околоцветником сросшиеся, голые, наружные треугольно-шиловидные, внутренние трёхраздельные. Столбик немного выдается из околоцветника.
Створки коробочки широко-эллиптические, узко-выемчатые, длиной около 3 мм.

## Классификация

### Таксономия
Вид Лук крапчатый входит в род Лук (Allium) семейства Луковые (Alliaceae) порядка Спаржецветные (Asparagales).
|  |                                      |  |                                                             |                                                             |                   |  | ещё 24 семейства (согласно Системе APG II) | ещё 24 семейства (согласно Системе APG II) |                     |  |  |  | ещё более 870 видов |
|  |                                      |  |                                                             |                                                             |                   |  | ещё 24 семейства (согласно Системе APG II) | ещё 24 семейства (согласно Системе APG II) |                     |  |  |  | ещё более 870 видов |
|  |                                      |  |                                                             | порядок Спаржецветные                                       |                   |  |                                            |                                            | род Лук             |  |  |  |                     |
|  |                                      |  |                                                             | порядок Спаржецветные                                       |                   |  |                                            |                                            | род Лук             |  |  |  |                     |
|  | отдел Цветковые, или Покрытосеменные |  |                                                             |                                                             | семейство Луковые |  |                                            |                                            | вид Лук крапчатый   |  |  |  |                     |
|  | отдел Цветковые, или Покрытосеменные |  |                                                             |                                                             | семейство Луковые |  |                                            |                                            |                     |  |  |  |                     |
|  |                                      |  | ещё 44 порядка цветковых растений (согласно Системе APG II) | ещё 44 порядка цветковых растений (согласно Системе APG II) |                   |  |                                            | ещё около 300 родов                        | ещё около 300 родов |  |  |  |                     |
|  |                                      |  |                                                             | ещё 44 порядка цветковых растений (согласно Системе APG II) |                   |  |                                            |                                            | ещё около 300 родов |  |  |  |                     |

### Подвиды
В рамках вида выделяют несколько подвидов:
- Allium guttatum subsp. dalmaticum (A.Kern. ex Janch.) Stearn

- [syn.  Allium dalmaticum A.Kern. ex Janch.]

- Allium guttatum subsp. guttatum
- Allium guttatum subsp. sardoum (Moris) Stearn

- [syn.  Allium margaritaceum Sm.]
- [syn.  Allium sardoum Moris]